# Aimer, boire et chanter
Pour l’article homonyme, voir Aimer, boire et chanter (valse).
Pour plus de détails, voir Fiche technique et Distribution.
Aimer, boire et chanter est un film dramatique français coécrit et réalisé par Alain Resnais, et sorti en 2014.
Il s'agit de l'adaptation de la pièce de théâtre Life of Riley d'Alan Ayckbourn. Présenté au festival international du film de Berlin, le film remporte le Prix Alfred Bauer et le Prix FIPRESCI de la Berlinale.

## Synopsis
Les derniers jours d'un acteur condamné qui tente, à travers les répétitions d'une pièce, de séduire trois femmes faisant partie de ses couples d'amis.

## Fiche technique
- Titre : Aimer, boire et chanter
- Titre international : Life of Riley
- Réalisation : Alain Resnais
- Scénario : Laurent Herbiet et Alain Resnais (sous le pseudonyme d'Alex Reval)
- Dialogues : Jean-Marie Besset, d'après la pièce Life of Riley d'Alan Ayckbourn
- Direction artistique : Jacques Saulnier
- Décors : Matthieu Beutter
- Costumes : Jackie Budin
- Montage : Hervé de Luze
- Musique : Mark Snow
- Supervision musicale : Varda Kakon
- Photographie : Dominique Bouilleret
- Son : Jean-Pierre Duret et Niels Barletta
- Postproduction : Digimage
- Production : Jean-Louis Livi
- Producteur délégué : Christophe Jeauffroy
- Producteur associé : Serge Hayat (Association de représentation des SOFICA)
- Sociétés de production : F Comme Film, Solivagus Productions et France 2 Cinéma
- Soutiens à la production : Canal+, Ciné+, France Télévisions, le CNC, Manon 3, Cinémage 8 et La Banque Postale Images 6
- Sociétés de distribution : Le Pacte (France), Kino International( États-Unis), Good Films (it)( Italie), Cirko Film (hu)( Hongrie) et Stadtkino (de)( Autriche)
- Pays de production :  France
- Budget : 7.24M€[1]
- Langue : français
- Durée : 108 minutes
- Son : Dolby Digital
- Format : couleur - 2.55 : 1 - Arri Alexa - Panavision anamorphique - Angénieux - Digital intermediate (en)
- Genre : drame
- Visa d'exploitation n°136 379
- Dates de sortie :
  - Allemagne : 10 février 2014[2] (Berlinale 2014)
  - France : 26 mars 2014[3]
- Dates de sortie DVD :
  - Allemagne :
  - France : 6 août 2014 (25 juillet 2014 - VOD)
- Box-office France : 312 688 entrées
- Box-office Europe : 359 896 entrées[4]

## Distribution
- Caroline Silhol : Tamara
- Michel Vuillermoz : Jack, le mari de Tamara
- Sabine Azéma : Kathryn
- Hippolyte Girardot : Colin, le mari de Kathryn
- Sandrine Kiberlain : Monica
- André Dussollier : Siméon, le nouveau compagnon de Monica, agriculteur
- Alba Gaïa Bellugi : Tilly, la fille de Tamara et Jack, bientôt 16 ans
- Gérard Lartigau : Le révérend (voix)

## Production
- Le tournage de certaines scènes a eu lieu à la Cité du Cinéma de Luc Besson à Saint-Denis. Les scènes d'extérieur ont été tournées au Royaume-Uni (Yorkshire Dales, comté du North Yorkshire).
- Il s'agit du dernier long métrage d'Alain Resnais, décédé le 1er mars 2014. Pour raisons de santé, il n'a pu se déplacer à la Berlinale 2014.
- Il s'agit de la troisième adaptation par Alain Resnais d'une pièce d'Alan Ayckbourn après la pièce Intimate Exchanges (Smoking / No Smoking) en 1993 et Private Fears in Public Places (Cœurs) en 2006.

## Distinction

### Récompense
- Berlinale 2014 : Prix Alfred Bauer et Prix FIPRESCI de la Berlinale

### Nominations
- Berlinale 2014 :
  - Ours d'Argent du Meilleur acteur
  - Ours d'Or
  - Ours d'Argent du Meilleur réalisateur
  - Grand Prix du jury (Ours d'Argent)
  - Ours d'Argent de la Meilleure contribution artistique
  - Ours d'Argent de la Meilleure musique de film
  - Ours d'Argent - Meilleur scénario
  - Mention spéciale du jury